# Grammia b-atra
Grammia b-atra är en fjärilsart som beskrevs av Johann August Ephraim Goeze 1781. Grammia b-atra ingår i släktet Grammia och familjen björnspinnare. Inga underarter finns listade i Catalogue of Life.